# Pocahontas (jeu vidéo)
Pour les articles homonymes, voir Pocahontas (homonymie).
Pocahontas est un jeu vidéo de plates-formes sorti en 1996 sur Game Boy et Mega Drive. Le jeu a été développé par Funcom et édité par Buena Vista Games.
Il s'agit de l'adaptation du film Pocahontas : Une légende indienne des studios Disney, sorti en 1995.